# لويس ميريل

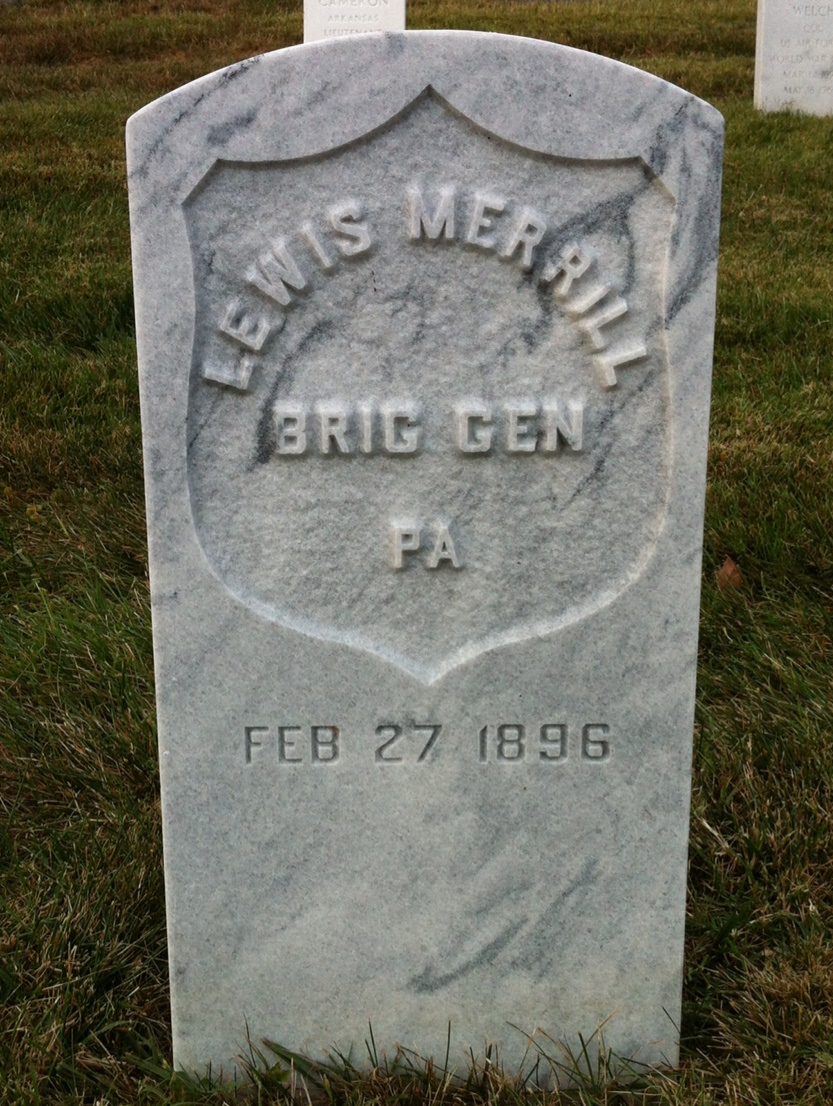

لويس ميريل (بالإنجليزية: Lewis Merrill)‏ هو ضابط أمريكي، ولد في 28 أكتوبر 1834 في نيو برلين في الولايات المتحدة، وتوفي في 27 فبراير 1896 في فيلادلفيا في الولايات المتحدة.